# Riacho Eh-Eh
Riacho Eh-Eh är en ort i Argentina.   Den ligger i provinsen Formosa, i den nordöstra delen av landet, 1 000 km norr om huvudstaden Buenos Aires. Riacho Eh-Eh ligger 78 meter över havet och antalet invånare är 3 566.
Terrängen runt Riacho Eh-Eh är mycket platt. Runt Riacho Eh-Eh är det glesbefolkat, med 15 invånare per kvadratkilometer.. Det finns inga andra samhällen i närheten.
I omgivningarna runt Riacho Eh-Eh växer huvudsakligen savannskog.